# Парадайс център
Парадайс Център (оригинално изписване: Paradise Center) е най-големият търговски център в София и в България. 
Отворен е на 28 март 2013 г. Първоначално откриването е предвидено за началото на 2012 г. Грубият строеж приключва на 3 юли 2012 г.

## Данни за обекта
Търговският център е с обща разгъната площ от 208 000 квадратни метра, а брутната отдаваема площ възлиза на 80 000 м2. Ключови наематели са Била, „Технополис“ (3000 м2), Синема Сити – 14 киноекрана, Плейграунд (4000 м2), Orange Fitness – фитнес център с 25 м басейн (4000 м2), конгресна зала с 1400 места, Индитекс (5000 м2 от тях 3000 м2 за „Зара“). Парадайс център е единствения мол в цяла София, който предлага 4DX филми.
Други данни:
- Инвеститор: „Булфелд“ – 150 млн. евро. (собственици и на Стоков базар Илиянци)
- Проектант: RTKL
- Български проектант: „ПроАрх“
- Изпълнител „Комфорт“
- Собственик от 2018 г.: NEPI Rockcastle

## Транспортна достъпност
Търговският център е с отлично местоположение на ъгъла с бул. „Черни връх“, ул. „Сребърна“ и ул. „Хенрик Ибсен“.
До входа откъм това кръстовище е крайната спирка на трамвайна линия 10, по ул. „Сребърна“ през същото кръстовище минават и има спирки на градски автобусни линии 73, 83, 88 и 120, както и на крайградските линии 64, 98, 122 и 68 от понеделник до петък.
Метростанция „Витоша“ от метролиния М2 на софийското метро е разположена непосредствено до търговския център и има топла връзка към него.